# Гранди, Дино
Дино Гранди (итал. Dino Grandi; 4 июня 1895, Мордано, провинция Болонья — 21 мая 1988, Болонья) — итальянский политик, фашист, организатор свержения Муссолини.

## Биография
Изучал экономику и право в Болонском университете, окончил его в 1919 году (с перерывом на военную службу во время 1-й мировой войны). После этого стал адвокатом в городе Имола. Познакомился с Муссолини ещё в 1914 году. Вошёл в движение чёрнорубашечников, был одним из первых 38 фашистских депутатов в Италии. Входил в число «квадриумвиров», ведших поход на Рим в 1922 году.

### Участие в фашистском правительстве
После прихода к власти фашистов занимал должности секретаря министерства внутренних дел, затем (1929—1932) — министра иностранных дел, в 1932—1939 годах — посол в Великобритании, с 1939 года — министр юстиции. За заслуги король присвоил ему титул графа Мордано. Был Президентом Палаты фасций и корпораций с 26 июня 1939 по 2 августа 1943 года.
В 1943 году, перед лицом неизбежного поражения Италии во 2-й мировой войне, Гранди организовал заседание Большого фашистского совета, который отстранил Муссолини от власти (19 голосов за отстранение против 7). Сразу же после этого была распущена фашистская партия, и Гранди, лишившись партийной должности и поста в правительстве, полностью потерял влияние в стране. Заочно приговорён к смертной казни судом Итальянской социальной республики, созданной при поддержке Германии. В августе 1943 года бежал в Испанию, затем жил в Португалии (1943—1948), а до конца 1960-х — в Бразилии. В конце жизни вернулся в Италию.